# قومية مقدونية

علم مقدونيا الشمالية

القومية المقدونية (بالمقدونية: Македонски национализам)‏، هي مجموعة عامة من الأفكار والمفاهيم القومية السائدة بين المقدونيين الإثنيين، والتي تشكلت لأول مرة في أواخر القرن التاسع عشر بين الانفصاليين الذين يسعون لنيل الحكم الذاتي لمنطقة مقدونيا من الدولة العثمانية. تطورت فكرة القومية المقدونية أكثر خلال أوائل القرن العشرين جنبًا إلى جنب مع بروز أولى التعبيرات الفعلية عن هذه القومية الإثنية بين السلاف في مقدونيا. حصلت الأمة المقدونية المنفصلة على الاعتراف العالمي الرسمي بها بعد الحرب العالمية الثانية عندما أُنشئت «جمهورية مقدونيا الاشتراكية» باعتبارها جزءًا من جمهورية يوغوسلافيا الاشتراكية الاتحادية. وبين التأريخ المقدوني بعد ذلك روابط تاريخية بين المقدونيين الإثنيين والأحداث والشخصيات البلغارية من العصور الوسطى حتى القرن العشرين. وأصبحت قضايا القومية المقدونية محل نزاع بين الدول المجاورة بعد استقلال جمهورية مقدونيا (مقدونيا الشمالية) في أواخر القرن العشرين، إذ يحمل بعض أتباع القومية المقدونية العدوانية، المعروفة باسم المقدونية، معتقدات أكثر تطرفًا مثل الاستمرارية غير المنقطعة بين المقدونيين القدماء. (شعب اليونان القديمة بالأساس)؛ فضلًا عن وجود المقدونيين الإثنيين الحديثين (الشعب السلافي)، ووجهات النظر المرتبطة بالمفهوم الوحدوي لمقدونيا المتحدة، والتي يتضمن مطالبات إقليمية بضم جزء كبير من اليونان، إلى جانب مناطق أصغر من ألبانيا وبلغاريا وكوسوفو وصربيا.

## «تعريف» المقدونيين
ارتبط مفهوم البيزنطيين حول مقدونيا في البلقان بمقاطعتهم المقدونية، المتمركزة حول أدرنة في تركيا الحديثة، طيلة النصف الأول من الألفية الثانية. ولم يُستخدم اسم مقدونيا اليوناني للإشارة إلى أي منطقة جغرافية لعدة قرون، بعد غزو الأتراك العثمانيين للبلقان في أواخر القرن الرابع عشر وأوائل القرن الخامس عشر. تُرجح عودة أصل التسمية الحديثة لمقدونيا إلى القرن التاسع عشر، إلى جانب أسطورة «الأصل المقدوني القديم» بين السلاف الأرثوذكس الشرقيين في المنطقة، والتي جرى تبنيها بشكل أساسي نتيجة المدخلات الثقافية اليونانية. لكن التعليم اليوناني لم يكن المحرك الوحيد لمثل هذه الأفكار، إذ اعتقد بعض دعاة القومية السلافية في ذلك الوقت بارتباط السلاف الأوائل بقبائل البلقان القديمة. وفي ظل هذه التأثيرات، طور بعض المثقفين في المنطقة فكرة الارتباط المباشر بين السلاف المحليين والسلاف الأوائل وسكان البلقان القدامى.
استخدم السلاف المحليون أسماء «بلغاريا الدنيا» و«مويسيا الدنيا» للإشارة إلى معظم أراضي المنطقة الجغرافية التي شكلت مقدونيا في العهد العثماني، وارتبط اسما بلغاريا ومويسيا مع بعضهما البعض. يُعرّف السلاف المحليون أنفسهم بأنهم «بلغار» بسبب لغتهم، ويعتبرون أنفسهم من «الملة الرومية»، أي أعضاء في مجتمع المسيحيين الأرثوذكس. كان هذا المجتمع مصدرًا لهوية جميع المجموعات الإثنية التي يضمها، ومعظم الأشخاص الموجودين فيها تقريبًا. أطلق اليونانيون على السلاف في مقدونيا اسم «البلغار» حتى منتصف القرن التاسع عشر، واعتبروهم في الغالب أشقاء أرثوذكس، لكن صعود القومية البلغارية غير الموقف اليوناني تجاههم. وبدأ المجتمع المسيحي الأرثوذكسي في التدهور مع استمرار التطابق بين العقيدة الدينية والهوية الإثنية في ذلك الوقت، بينما بدأ الناشطون البلغار الوطنيون جدلًا جديدًا مرتبطًا برغبتهم بإنشاء كنيستهم الأرثوذكسية المنفصلة.
برزت دعاية يونانية دينية ومدرسية واسعة النطاق (فكرة ميغالي) نتيجةً لذلك، وجرى إضفاء الطابع الفلهيليني على السكان الناطقين باللغة السلافية في المنطقة، وأُطلق اسم المقدونيين ذاته، الذي أعيد إحياؤه خلال أوائل القرن التاسع عشر بعد تأسيس الدولة اليونانية الحديثة، مع هوسها المستمد من أوروبا الغربية باليونان القديمة، على السلاف المحليين. تمثل الهدف من هذه الإجراءات في تعزيز العلاقات الوثيقة بينهم وبين اليونانيين، وربط كلا الجانبين بالمقدونيين القدماء، ليكون إجراءً مضادًا للتأثير الثقافي البلغاري المتزايد في المنطقة؛ ففي عام 1845 على سبيل المثال، نُشرت قصة الإسكندر باللهجة المقدونية السلافية المكتوبة بأحرف يونانية. وفي الوقت نفسه، وصف عالم الإثنوغرافيا الروسي فيكتور غريغوروفيتش التغيير الأخير في لقب بطريركية القسطنطينية المسكونية بأنه تحول من إكسارخوس جميع بلغاريا إلى إكسارخوس كامل مقدونيا. وأشار غريغوروفيتش إلى الشعبية غير العادية للإسكندر الأكبر بأنها نتجت عن المعتقدات التي غُرست مؤخرًا في السلاف المحليين.
تبنى بعض المثقفين السلاف في المنطقة اسم مقدونيا كعلامة إقليمية متزايدة الشعبية، منذ خمسينيات القرن التاسع عشر. ووفقًا لبيتكو سلافيكوف في ستينيات القرن التاسع عشر، زعم بعض المثقفين الشباب من مقدونيا أنهم ليسوا بلغار، بل مقدونيون، من نسل المقدونيين القدماء. وأفاد سلافيكوس في رسالة مكتوبة إلى الإكسارخوس البلغاري في فبراير 1874، أن الاستياء من الوضع الحالي «قد ولد بين الوطنيين المحليين فكرةً كارثيةً تتمثل في العمل بشكل مستقل على تطوير لهجتهم المحلية الخاصة بهم، بل وقيادة كنيسة مقدونية منفصلة أيضًا». ومع ذلك، واصل المفكرون المقدونيون الآخرون مثل الأخوين ميلادينوف، تسمية أراضيهم ببلغاريا الغربية وقلقوا من أن استخدام الاسم الجديد قد يعني اعتبارهم من الأمة اليونانية.
ومع ذلك، وفقًا لكوزمان شابكاريف، استُبدلت الأسماء البلغارية التقليدية للسلاف المحليين بالأسماء الإثنية المقدونية القديمة نتيجة نشاط المقدونيين في سبعينيات القرن التاسع عشر. وبدأت الحكومة الصربية أيضًا في دعم تلك الأفكار لمواجهة النفوذ البلغاري في مقدونيا خلال ثمانينيات القرن التاسع عشر، بعد توصية من ستويان نوفاكوفيتش، مدعيةً أن السلاف المقدونيين كانوا في الواقع سلالةً سلافيةً نقيةً (أي مقدونيين صربيين)، أما البلغار، على عكسهم، فقد كانوا خليطًا جزئيًا من السلاف والبلغار (أي التتار). وفقًا لأجندة نوفاكوفيتش، غُيرت «المقدونية» الصربية في تسعينيات القرن التاسع عشر، أثناء عملية إضفاء الطابع الصربي على السلاف المقدونيين.
وفقًا لفاسيل كانشوف، أطلق البلغار المحليون على أنفسهم اسم المقدونيين بحلول نهاية القرن التاسع عشر، كما دعتهم الدول المجاورة بالمقدونيين أيضًا. وشهد بافيل شاتيف في أوائل القرن العشرين عملية التمايز البطيئة هذه، مشيرًا إلى وجود أشخاص أصروا على جنسيتهم البلغارية، على الرغم من شعورهم بأنهم مقدونيون قبل كل شيء. ومع ذلك، لوحظ تناقض مماثل في بداية القرن العشرين وبعد ذلك، عندما انخرط العديد من البلغار ذوي الأصول غير المقدونية في الشؤون المقدونية معتنقين الهوية المقدونية، وتحررت هذه الفكرة بلا شك من المشروع الوطني البلغاري. دعمت بلغاريا أيضًا إلى حد ما الإقليمية المقدونية، خاصة في مملكة يوغوسلافيا، خلال فترة ما بين الحربين العالميتين لمنع إتمام عملية إضفاء الطابع الصربي على السلاف المحليين، لأن اسم مقدونيا نفسه كان محظورًا هناك. في نهاية المطاف، تغيرت التسمية المقدونية في عام 1944، وتحولت من كونها طائفةً إثنوغرافيةً إقليميةً في الغالب، إلى طائفة وطنية. ومع ذلك، اكتشف عالم الأنثروبولوجيا كيث براون أثناء زيارته لجمهورية مقدونيا في بداية القرن الحادي والعشرين، أن الأرومانيين المحليين، الذين يطلقون على أنفسهم أيضًا المقدونيين، ما زالوا يسمون «بالبلغار» المقدونيين العرقيين، وجيرانهم الشرقيين.